# Carlos Ohene
Carlos Ohene (sinh ngày 21 tháng 7 năm 1993) là một cầu thủ bóng đá Ghana thi đấu cho Beroe Stara Zagora ở vị trí tiền vệ.